# Province de Mendoza
Pour les articles homonymes, voir Mendoza.
La province de Mendoza est une province de l'Argentine située à l'ouest du pays. Elle est limitrophe de la province de San Juan au nord, de San Luis à l'est, de La Pampa et Neuquén au sud et du Chili à l'ouest. Elle est typiquement une province andine. Avec les provinces de San Juan et de San Luis, la province de Mendoza fait partie de la région de Cuyo.
La superficie de la province est de 148 827 km2, sa population était estimée à  1 741 610 habitants en décembre 2010.
Le chef-lieu de la province s'appelle également Mendoza et se trouve au nord de la province. Les villes principales sont : San Rafael, San Martin, Godoy Cruz et Luján de Cuyo.

## Histoire

### Époque précolombienne

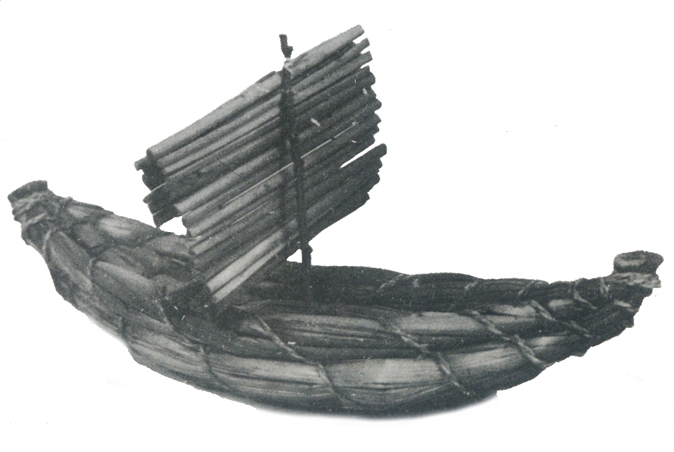
Canoë Huarpe Huanacache - Museo de Ciencias Naturales y Antropológicas Cornelio Moyano, à Mendoza.

Les premiers habitants de la région sont arrivés durant l'Holocène. On a cependant peu de renseignements sur ces premières populations, si bien que l'on ne peut déterminer en profondeur leurs coutumes et activités (voir Cultura de Ansilta). Les premiers peuples sur lesquels nous avons des renseignements sérieux sont ceux qui habitèrent la vallée du río Atuel vers 12 000 av. J.-C. Ils étaient chasseurs et commençaient à cultiver le maïs, les concombres, le quinoa, les pois, etc. Dans cette vallée se développa la Culture d'Agrelo, que l'on considère comme précédant celle des Huarpes. Cette dernière se développa dans le nord de la province, fortement influencée par l'Empire inca durant le XVe siècle. La tradition orale des amérindiens locaux note l'arrivée de l'inca Túpac Yupanqui à Coquimbo au Chili vers 1470.
Entre les ríos Barrancas et Diamante, au sud de la province, vivaient les puelches, chasseurs-cueilleurs, apparentés aux pehuenches. Ceux-ci étaient en fait ethniquement des huarpes en voie de mapuchisation. Quant aux puelche (gens de l'est en mapudungun), peuples ainsi nommés par les mapuches, ils étaient un groupe d'ethnies de diverses origines, habitant le sud et le sud-est de la province actuelle de Mendoza (principalement des huarpes du sud, des guenakens ou Tehuelches ou patagons du nord, des hets ou anciens indiens Pampas). Toutes ces ethnies furent mapuchisés dès la fin du XVIIIe siècle.

### Époque coloniale
Les premiers Espagnols qui pénétrèrent dans le territoire de Mendoza, le firent sous les ordres de Francisco de Villagra, qui venait du Pérou par la route du Tucumán, avec pour objectif de rejoindre Pedro de Valdivia au Chili. Comme il ne pouvait franchir les cols andins bloqués par la neige, Villagra campa à Huentota en 1551 avec 185 hommes et 500 chevaux. Là, il établit des relations avec les Huarpes et explora la zone jusqu'au río Diamante.
Le premier établissement espagnol fut fondé le 2 mars 1561. C'est le capitaine Pedro del Castillo qui fonda la ville de Mendoza del Nuevo Valle de La Rioja, transformée plus tard en capitale provinciale. La ville fut ainsi nommée en hommage au gouverneur du Chili, García Hurtado de Mendoza.
Mendoza intégra ce qui fut appelé corregimiento de Cuyo avec pour chef-lieu la ville de Mendoza. Cette vaste zone faisait partie de la Capitainerie Générale du Chili, elle-même dépendante de la  Vice-royauté du Pérou.

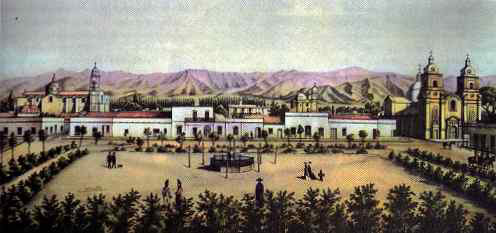
La ville de Mendoza à l'époque coloniale.

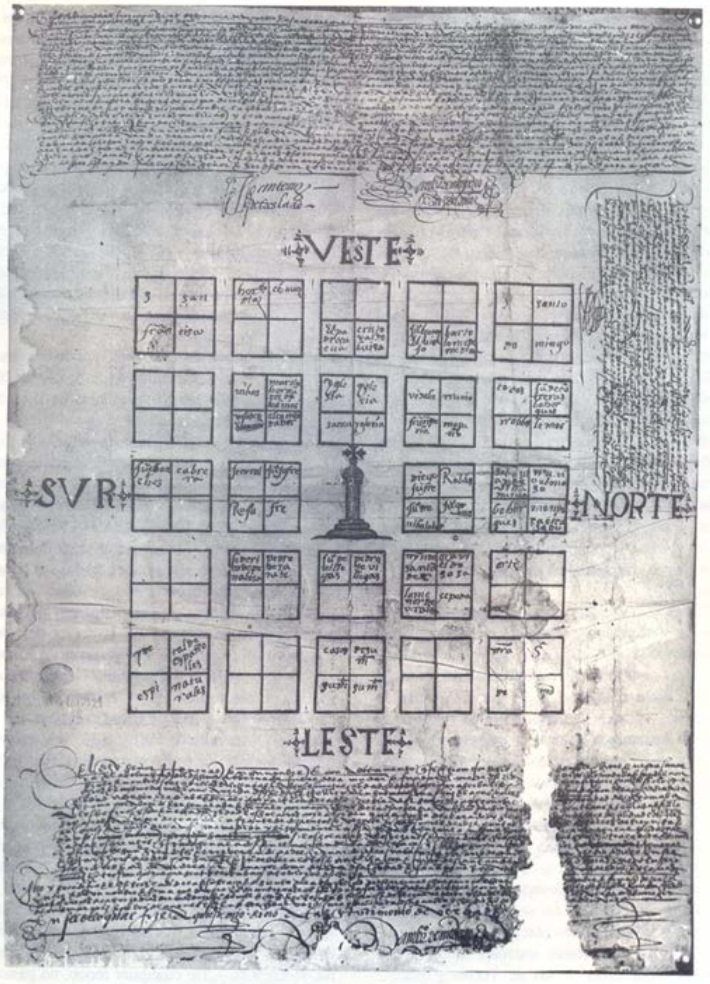
Plan de la ville de Mendoza peu après sa fondation, 1562.

La conquête espagnole se traduisit immédiatement par la désintégration du monde indigène. La vaste vallée centrale de l'actuel territoire de Mendoza était alors occupée par divers groupes d'agriculteurs, auparavant dominés par les incas, que les Espagnols appelèrent globalement Huarpes. Plus au sud, aux abords de la Patagonie, circulaient des groupes nomades de chasseurs-cueilleurs appelés puelches. Les natifs des lieux furent dépouillés de leurs terres, déportés vers des zones marginales et répartis en encomiendas. Bien que la couronne espagnole ait interdit le travail forcé des indigènes, ces lois restèrent lettre-morte dans cette zone marginale du grand Empire, car la main d'œuvre indigène constituait la principale richesse de la région. Les évêques et membres du clergé essayèrent sans grand succès de contenir la terrible exploitation de ces malheureux et leur déportation au Chili.
Tout cela se traduisit par la diminution de la population indigène, d'autant plus que celle-ci fut victime des maladies introduites par les européens. La haute mortalité « justifia » l'introduction d'esclaves africains pour pallier le manque croissant de main-d'œuvre. Cela conduisit rapidement à une société ethniquement plurale et rigidement hiérarchisée.
| Espagnols blancs | 4 491 |
| Amérindiens      | 1 359 |
| Noirs            | 2 129 |
| Métis            | 786   |

Avec la création de la Vice-royauté du Río de la Plata en 1776, l'ancien Corregimiento de Cuyo fut séparé de la Vice-royauté du Pérou et de la tutelle du l'administration du Chili, pour être incorporé dans la nouvelle entité dont la capitale était Buenos Aires. La cordillère des Andes devint dès lors une frontière politique.
La Real Ordenanza de Intendentes du 28 janvier 1782 divisa la Vice-royauté du Río de la Plata en 8 gouvernorats-intendances. Ainsi se forma l'Intendencia de Cuyo. Mais cette strucure fut modifiée par l'Ordre Royal du 29 juillet 1782 et la cédule du 5 août 1785, supprimant les intendances de Cuyo et de Santa Cruz de la Sierra, et divisant celle de Tucumán en deux. Le Cuyo fit dès lors partie du nouveau gouvernorat de l'Intendencia de Córdoba del Tucumán, avec Córdoba comme capitale.

### L'Indépendance
La Révolution de mai de 1810 fut rapidement connue et acclamée à Mendoza et la province se rangea dans le camp des indépendantistes.
Le 29 novembre 1813 fut créée la Gobernación de Cuyo, séparée de celle de Córdoba del Tucumán, qui réunit les provinces actuelles de San Luis, Mendoza et San Juan. Peu après le poste de gouverneur fut attribué à José de San Martín.
En 1814 José de San Martín décida de former une armée à Mendoza afin de traverser les Andes, conquérir le Chili, puis attaquer Lima par mer avec les navires chiliens. Ce plan fut appelé Plan Continental. Le leader révolutionnaire chilien Bernardo O'Higgins, réfugié à Mendoza adhéra à ce plan.

## Géographie

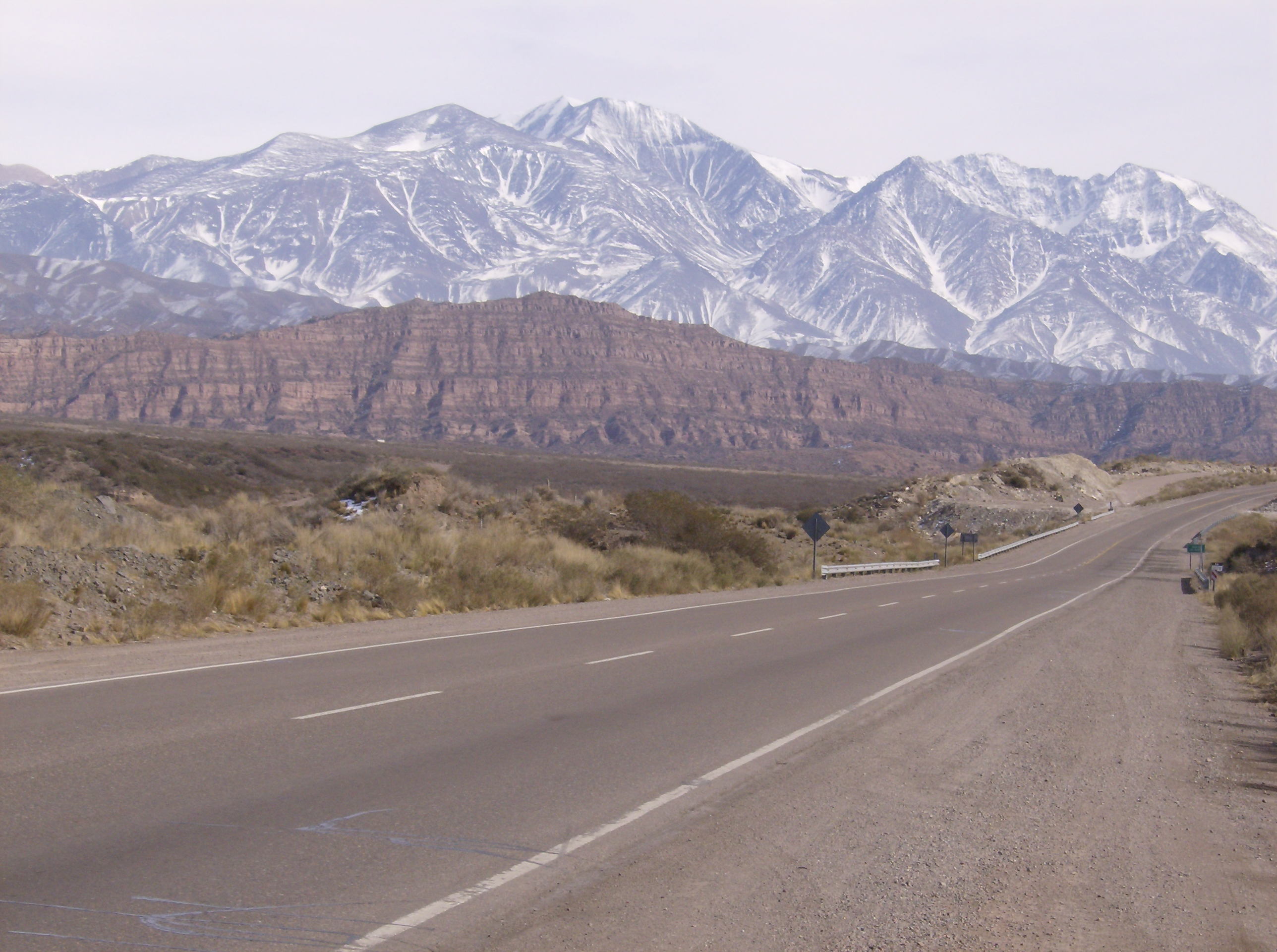
La cordillère des Andes vue depuis la route nationale 7.

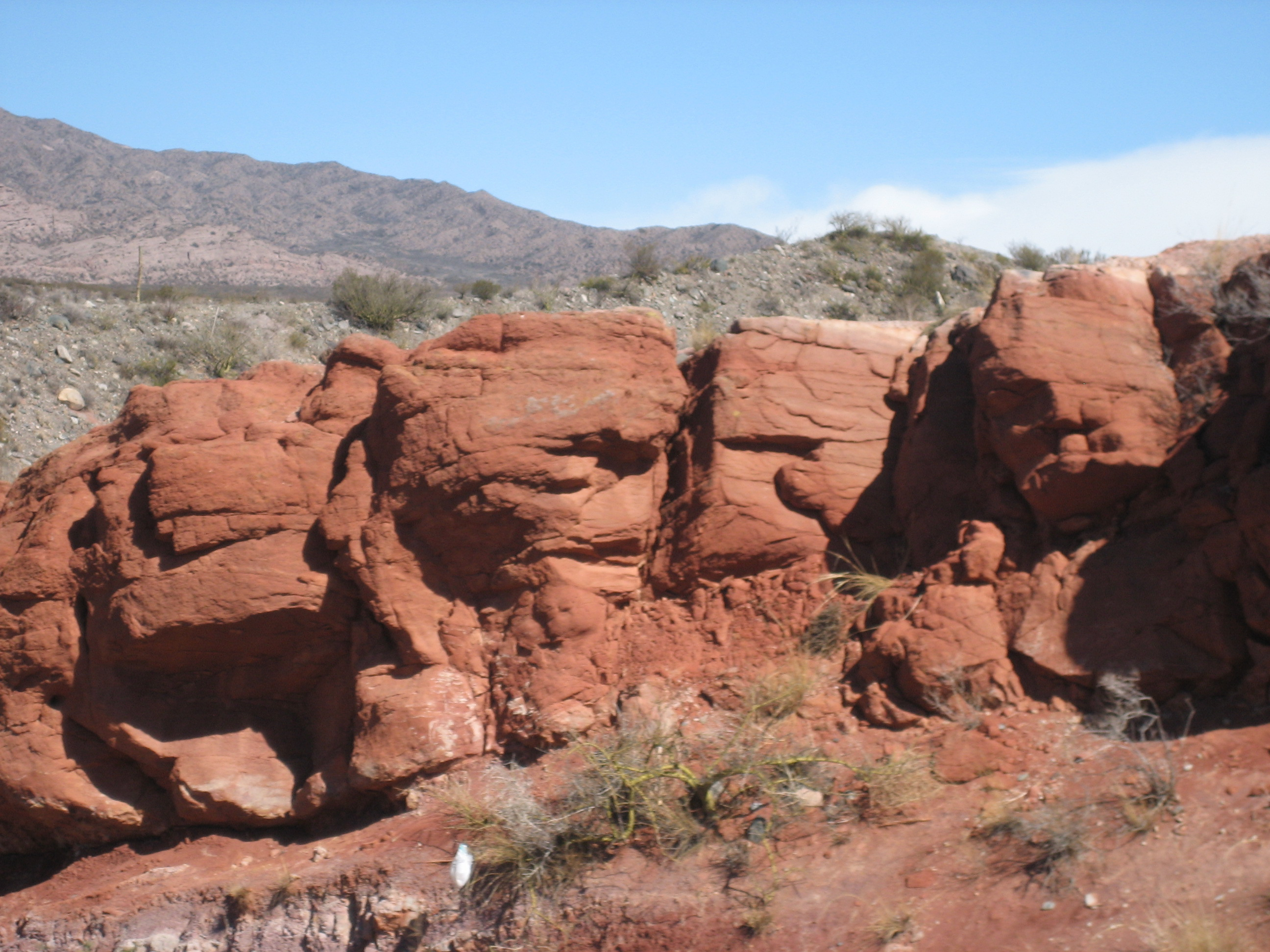
Rochers à Potrerillos

### Relief
La province de Mendoza présente trois structures géographiques différenciées : les hautes montagnes andines à l'ouest, les plaines à l'est, et les plateaux, sierras et volcans au sud. La Cordillère des Andes conditionne quasi toute la géographie de la province, dont le territoire est pratiquement en totalité situé à plus de 1 000 mètres d'altitude.
La zone montagneuse andine occupe la moitié ouest de la province, et c'est ici que la Cordillère des Andes présente ses sommets les plus élevés. Cette vaste zone se divise en trois sous-régions séparées entre elles par des vallées longitudinales et transversales :
- la cordillère Principale forme la ligne de partage des eaux entre les bassins atlantique et pacifique et matérialise la frontière avec le Chili. Sa largeur diminue progressivement du nord au sud, ainsi que la hauteur de ses sommets, des cols de montagne et des neiges éternelles, les glaciers diminuent ainsi d'altitude. Ici se dresse l'Aconcagua, haut de 6 962 mètres, le pic le plus élevé d'Amérique et de l'hémisphère sud. Parmi les autres sommets importants, il faut citer le Juncal (de 6 180 mètres), le Pollera (6 235 mètres), et le Tupungato, qui atteint les 6 500 mètres à la frontière chilienne ;
- la cordillère Frontale court du nord au sud à l'est de la Principale depuis la limite avec la province de San Juan jusqu'au río Diamante. C'est un ancien massif rajeuni lors de l'orogenèse andine, constitué de plusieurs blocs d'entre 5 000 et 6 000 mètres d'altitude : le Cordón del Tigre, le Cordón del Plata, le Cordón del Portillo, le Cordón de Santa Clara, le Cordón de las Llaretas et le Cordón del Carrizalito ;
- la Précordillère, enfin, est séparée de la cordillère Frontale par le Valle de Uspallata et s'étend sans interruption depuis la limite avec San Juan jusqu'au río Mendoza. Au sud de ce dernier, il forme des blocs isolés. Sa hauteur maximale se trouve au niveau du cerro Pelado avec ses 3 452 mètres.

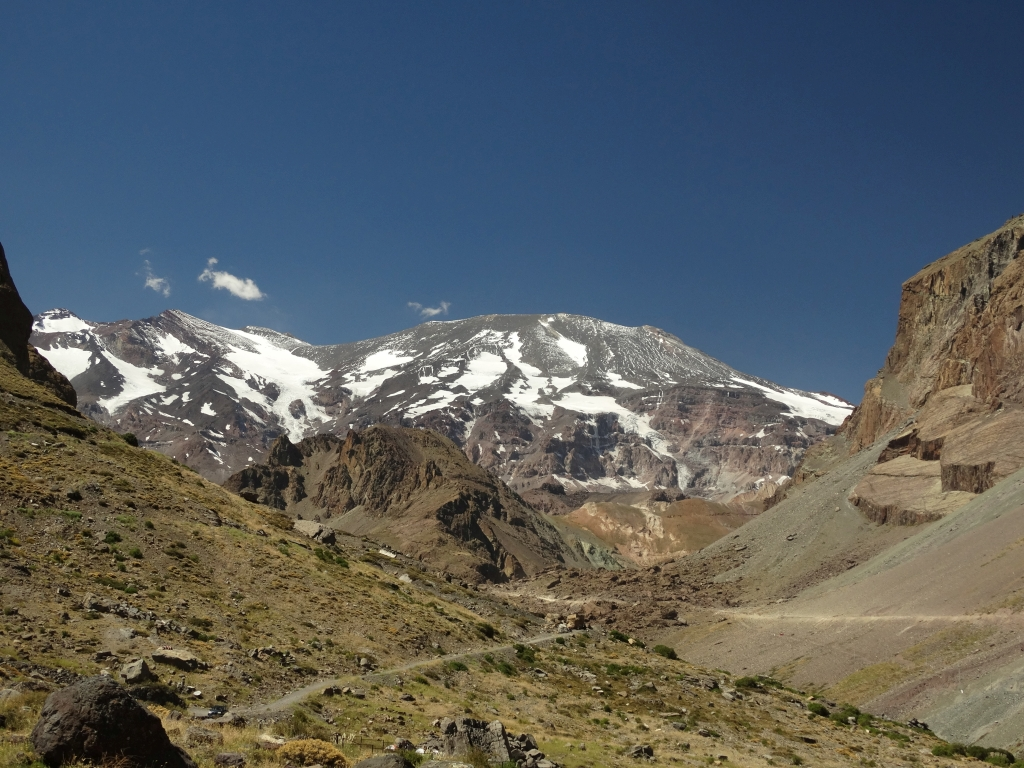
Volcan San Jose vu depuis Baños Morales (à l'est).

Les vastes plaines de l'est, appelées Travesías Cuyanas, sont des étendues arides, de végétation xérophile, et comportant des zones de dunes. Les ríos Mendoza, Tunuyán, Diamante y Atuel, coulent sur leur surface fournissant l'eau nécessaire à l'irrigation de fertiles oasis. La région présente une pente légère vers le río Desaguadero qui coule parallèlement aux Andes du nord vers le sud et recueille ainsi les eaux venues des montagnes. À l'extrémité nord-ouest de cette vaste région se trouvent les Cerrilladas Pedemontanas, qui séparent la plaine des vallées telles le Valle de Uco. Ces cerrilladas étant très érodées ont des formes arrondies. À l'extrémité sud-ouest se dressent différentes hauteurs isolées, qui annoncent la Sierra del Nevado.
Au sud de la province, le relief est plus complexe, et présente déjà les caractéristiques morphologiques propres à la Patagonie. La plaine de l'est de la province décrite ci-dessus se prolonge par la dépression de Llancanelo, bassin lacustre occupé en son centre par les marais et salines de la Lagunilla Llancanelo. Cette dépression est entourée par la cordillère à l'ouest, par des sierras isolées au nord (comme le bloque de San Rafael coupé en deux par le Cañón del Atuel), par la Sierra del Nevado à l'est, et par le haut plateau de la réserve La Payunia au sud. La Payunia est une table basaltique, steppique et couverte de matériaux volcaniques, et comportant quelque 800 volcans, dont l'imposant Payún Matrú de 3 860 mètres de hauteur.

## Voies d'accès

### Accès par voie routière

trajet de la route nationale 188.

La province est traversée au centre-ouest par la route nationale 40 qui suit un trajet sud-nord, au pied des Andes, entre la région de Malargüe au sud et la province de San Juan au nord.

Au nord-ouest de la province, également du sud vers le nord, la route nationale 149 relie la route nationale 7 dans la ville d'Uspallata et la route nationale 150, au niveau de la localité de Las Flores, en province de San Juan.
D'est en ouest, la province de Mendoza est traversée par la route nationale 7 qui relie Buenos Aires à Mendoza (puis Valparaiso au Chili). Plus au nord, la route nationale 20 qui va de Córdoba à San Juan, suit un parcours plus ou moins parallèle.
 
Quoique ne faisant que longer la frontière nord de la province, la RN 20 bifurque vers Mendoza, via la route nationale 142 et met ainsi la capitale provinciale en liaison avec Córdoba, puis l'est du pays et le sud du Brésil.
Presque parallèlement à la RN 20, la route nationale 188, partie de la rive du Paraná au sud-ouest de Rosario se termine à General Alvear.
Plus au sud, du nord-ouest au sud-est, au niveau de la localité de Pareditas, se situe l'intersection de la route nationale 40 avec la route nationale 143. Celle-ci dessert l'importante cité de San Rafael, puis pénètre dans la province de La Pampa. Là elle se prolonge par la Route nationale 152 puis par la route nationale 35 pour aboutir à Bahía Blanca, port important sur l'Atlantique en province de Buenos Aires.
Enfin, du nord-est au sud-ouest, la  route nationale 144 relie 
San Rafael à la RN 40, mais en direction du sud au niveau d'El Sosneado, vers Malargüe et la Patagonie (province de Neuquén).
Au total, par voie routière, la ville de Mendoza est à 14 h de Buenos Aires et à 6 h de Santiago du Chili. La ville de San Rafael est à 12 h de Buenos Aires et à 8 h de Santiago du Chili.

### Voie aérienne

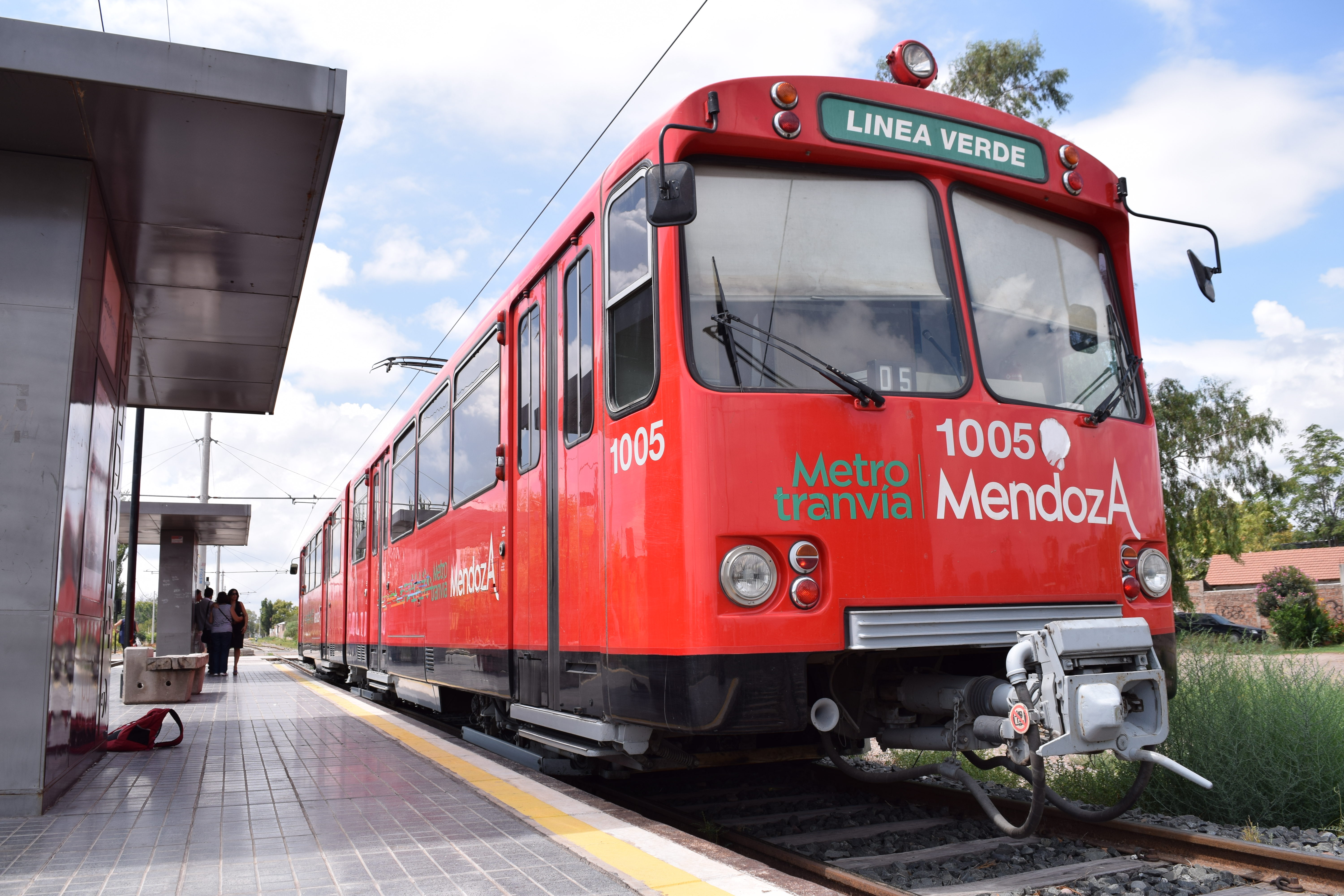
Le Métro léger de Mendoza (Metrotranvia de Mendoza) circule depuis 2012.

Pour les longues distances, la ville de Mendoza est à 14 h de Buenos Aires et à 6 h de Santiago du Chili. La ville de San Rafael est à 12 h de Buenos Aires et à 8 h de Santiago du Chili. Mendoza dispose d'un aéroport : l'aéroport international de Mendoza Francisco Gabrielli ou aéroport El Plumerillo.
La ville de San Rafael en a un également. Avec un avion de cabotage, il faut 1 h 30 pour arriver à Buenos Aires et à peine une heure pour Santiago du Chili.
La ville de Malargüe a aussi un aéroport et, à l'époque des vacances, il y a des vols charters remplis de touristes, qui le fréquentent régulièrement surtout à destination de la station de ski de Las Leñas.

### Autres modes de transport
À Mendoza, depuis 2012, il existe un métro léger (Metrotranvia de Mendoza) qui pour le moment (2018) n'a encore qu'une seule ligne.

## Les villes

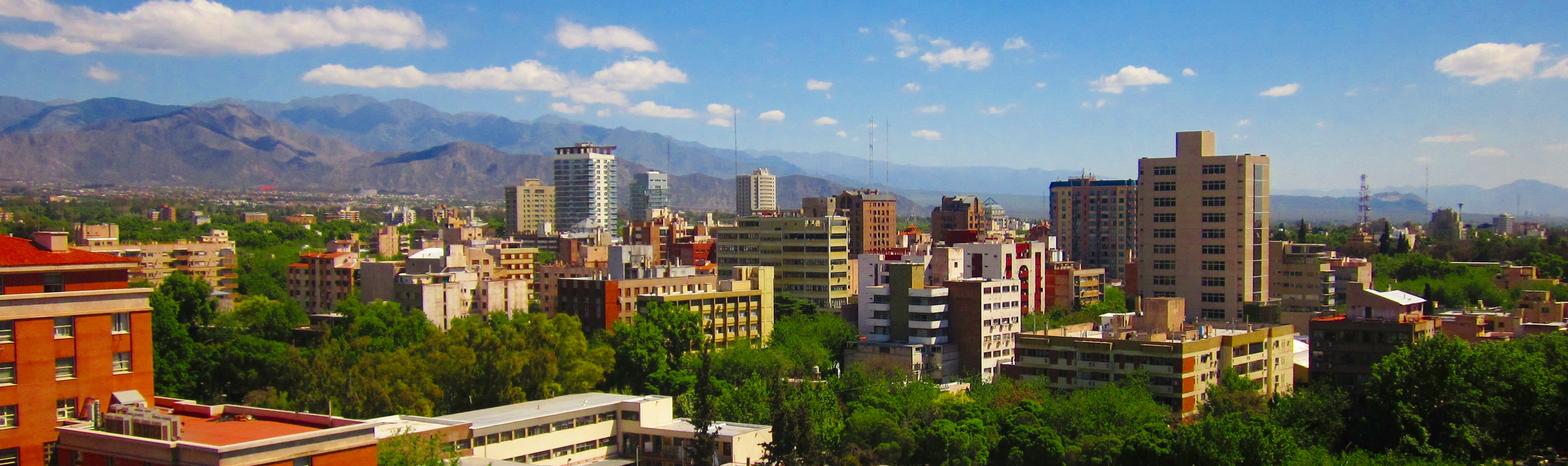
Vue panoramique du secteur le plus moderne de la capitale. On peut voir à l'arrière-plan le cordon montagneux des Andes.

Villes principales avec entre parenthèses leur population en 2010 :
- Mendoza (Grand Mendoza : 1 086 066 hab. en 2010). Située aux pieds des Andes, au nord-ouest de la province, la ville, qui s'étend sur plusieurs départements, forme la quatrième agglomération du pays en population et en importance. La ville compte de nombreux musées (Museo de Ciencias Naturales y Antropológicas Juan Cornelio Moyano - le Museo del Área Fundacional - le  Museo del Pasado Cuyano - le Museo del Ciencias Naturales Domingo Faustino Sarmiento - le Museo Históricos General San Martín - le Museo Municipal de Arte Moderno, et bien d'autres encore).
- Godoy Cruz (189 578), fait partie de l'agglomération de Mendoza
- Maipú (89 443), fait également partie de l'agglomération de Mendoza
- San Martín (49 491)
- Las Heras (43 990) fait également partie de l'agglomération de Mendoza

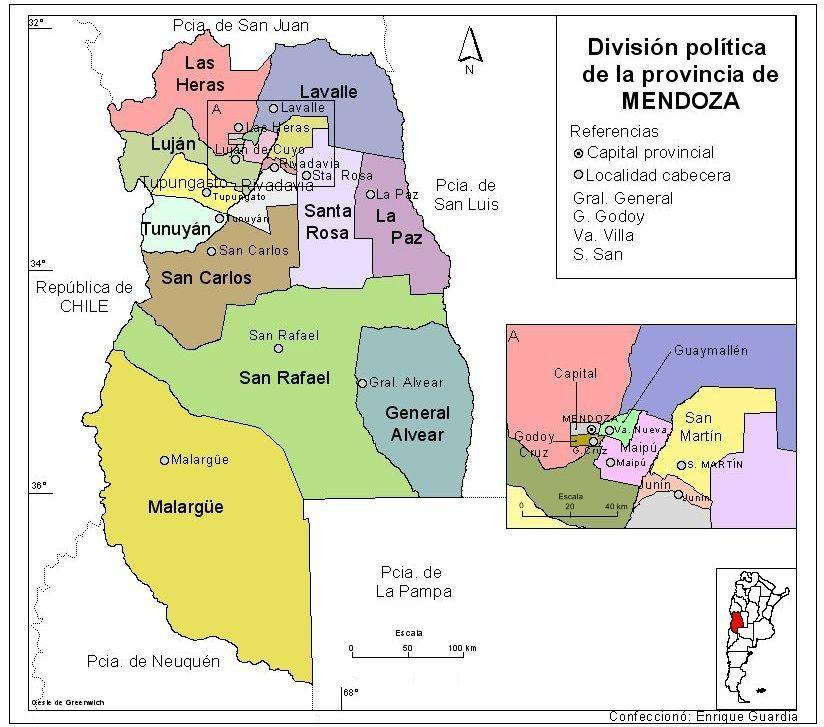
Province de Mendoza, division administrative en départements.
Départements faisant partie de l'aire urbaine du grand Mendoza.

- San Rafael (118 850) constitue la deuxième agglomération la plus peuplée de la province. Elle est située à 198 km au sud de Mendoza. San Rafael montre actuellement une croissance assez forte, tant pour l'agriculture locale que l'industrie et le tourisme.
- Tunuyán (49 132) est située sur les rives du río Tunuyán, à 79 km au sud de la ville de Mendoza. La région est connue pour sa production de vins argentins. Le département de Tunuyán fait partie des trois départements de la Valle de Uco (Vallée d'Uco), avec les départements de Tupungato et de San Carlos.
- Junín (37 859)
- Villa Nueva (31 820)
- Rivadavia (31 038)
- General Alvear (29 909)
- Malargüe (27 660) est située à environ 370 km au sud de Mendoza. La ville est devenue un important centre touristique. En hiver les touristes viennent faire du ski à la station de Las Leñas et Los Molles. Le département de Malargüe est extrêmement riche en paysages variés. Malargüe a de plus été choisi pour l'installation de l'Observatoire Pierre Auger, un centre international axé sur la recherche de rayons cosmiques à haute énergie. L'observatoire a été inauguré en 2008 couvre une zone de 3 000 km2. L'Agence spatiale européenne a construit et inauguré en 2013 une antenne parabolique de grand diamètre (35 m) destinée à assurer les liaisons avec ses sondes spatiales dans l'espace lointain.

- Luján de Cuyo (27 594)
- Tupungato (11 687)

## Ressources hydriques

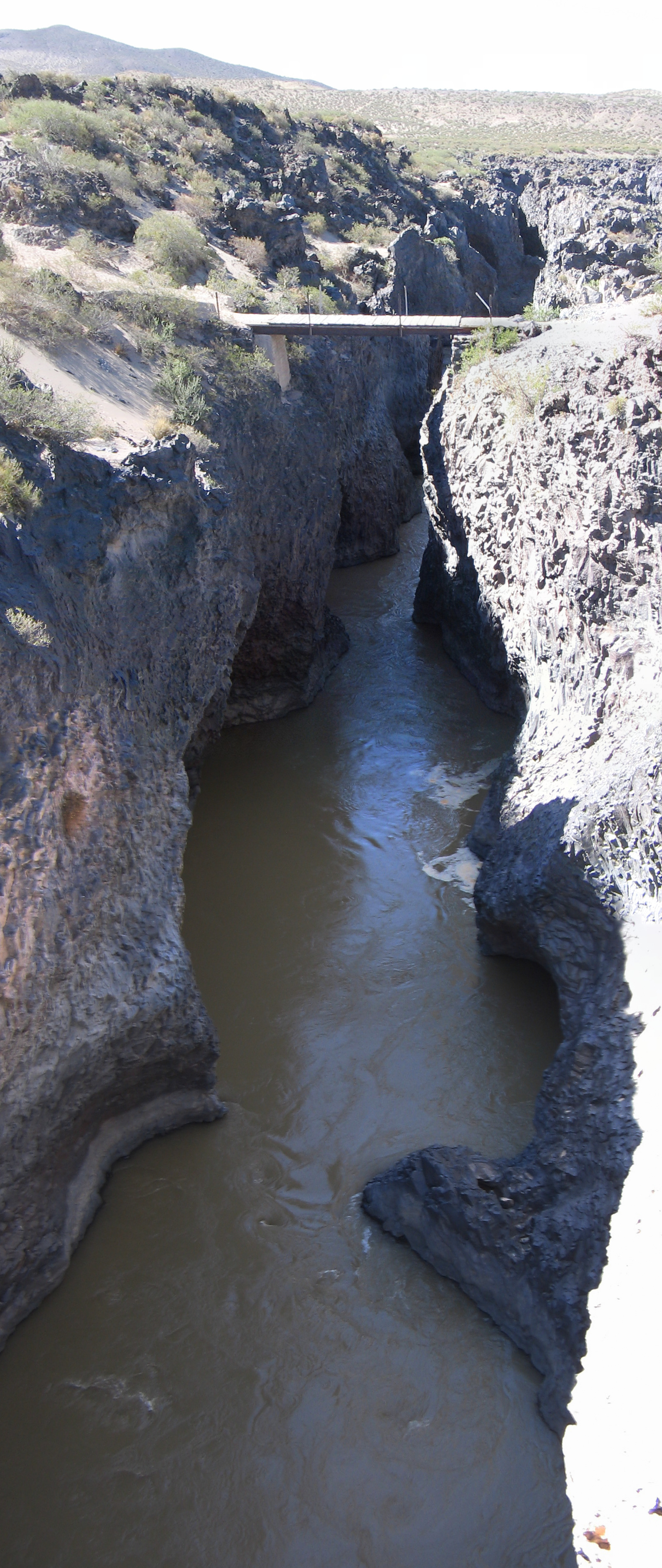
Vue impressionnante du Río Grande (affluent du Río Colorado).

La province est globalement presque partout pauvre en eau. Dans la moitié nord, le paysage est semi-désertique. En effet les Sierras de Córdoba situées un peu à l'est font obstacle aux vents humides venus de l'Atlantique. Dans la partie méridionale de la province, au contraire, les masses d'air circulent plus librement au-dessus des plaines du sud de la province de San Luis, permettant des précipitations plus abondantes, ce dont témoigne le relevé climatique de la ville de San Rafael. 
Le río Grande (affluent du río Colorado) est de loin le cours d'eau le plus important de la province avec un débit moyen de plus de 110 m3 par seconde. Né dans le département de Malargüe, il coule au sein des Andes en direction du sud et, arrivé à la frontière de la province de Neuquén, il forme le fleuve río Colorado, lequel matérialise l'essentiel de la frontière sud de la province, coulant en direction de l'est.

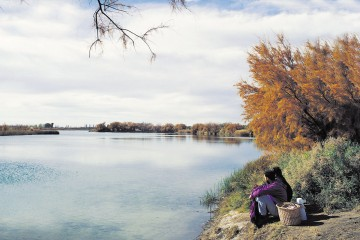
Lagune El Trapal à General Alvear

Pour le reste, les rivières les plus importantes de la province sont le río Desaguadero, le río Mendoza, le río Tunuyán, le río Diamante et le río Atuel. Les quatre dernières naissent dans la cordillère et traversent la province en direction ouest-est. Elles font partie du système hydrographique du río Desaguadero. Elles sont utilisées pour l'irrigation et la génération d'énergie, grâce à de nombreux barrages. Les activités économiques de la province se concentrent aux environs de ces cours d'eau.
Le río Mendoza est le principal affluent du Desaguadero, naissant au nord de la province et débouchant dans les lagunas de Guanacache. Le río Tunuyán a une configuration similaire, naissant 150 kilomètres au sud-ouest de la capitale et débouchant dans le río Desaguadero.
Les lacs et lagunes constituent des aires protégées, étant donné l'importance de la flore et de la faune qui se développe dans leurs environs. C'est dans ces zones que s'installèrent les principales tribus amérindienne de la région. Les plus importants de ces plans d'eau sont la laguna del Diamante, la lagunilla Llancanelo, les lagunas de Guanacache, la lagune Negra et lagune Los Horcones.

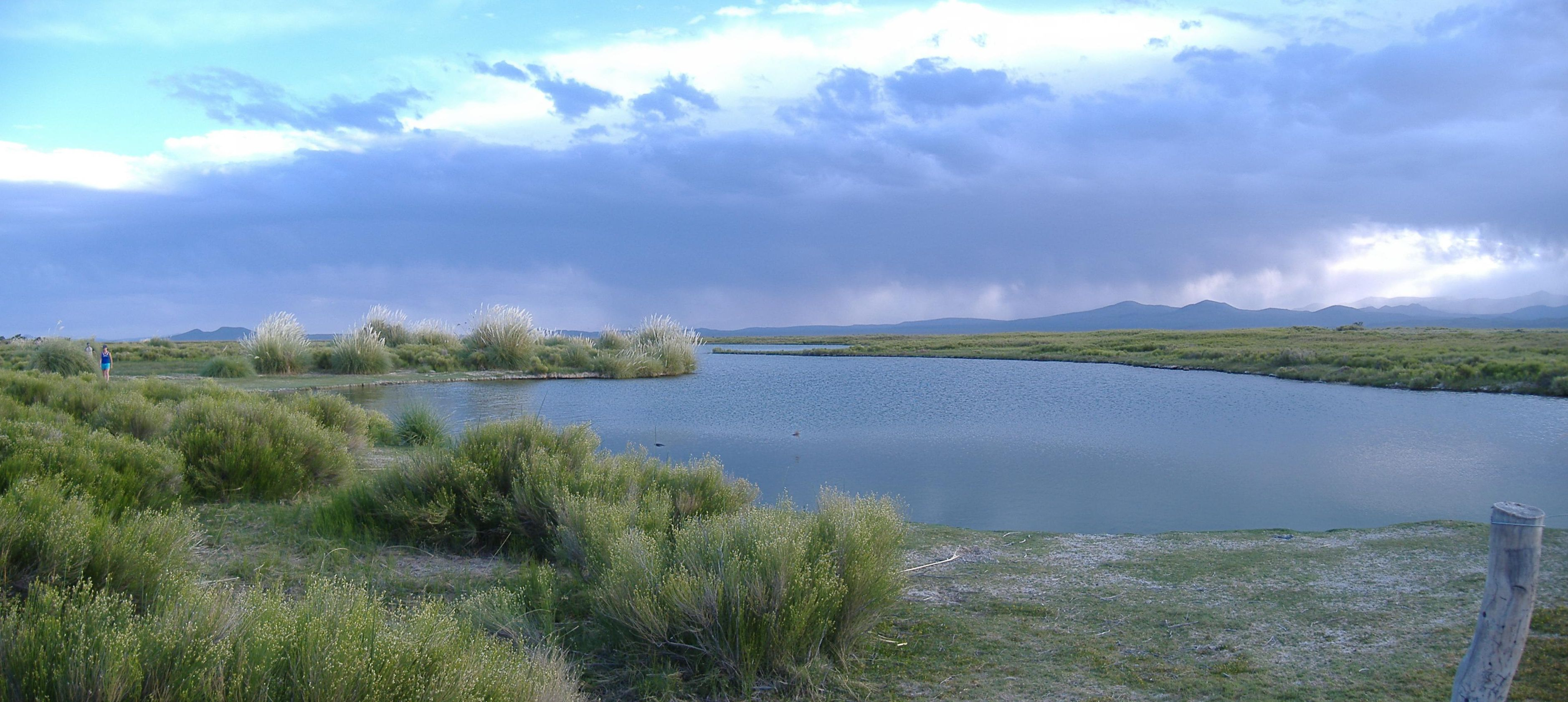
Vue de la lagune de Llancanelo.

### Les barrages

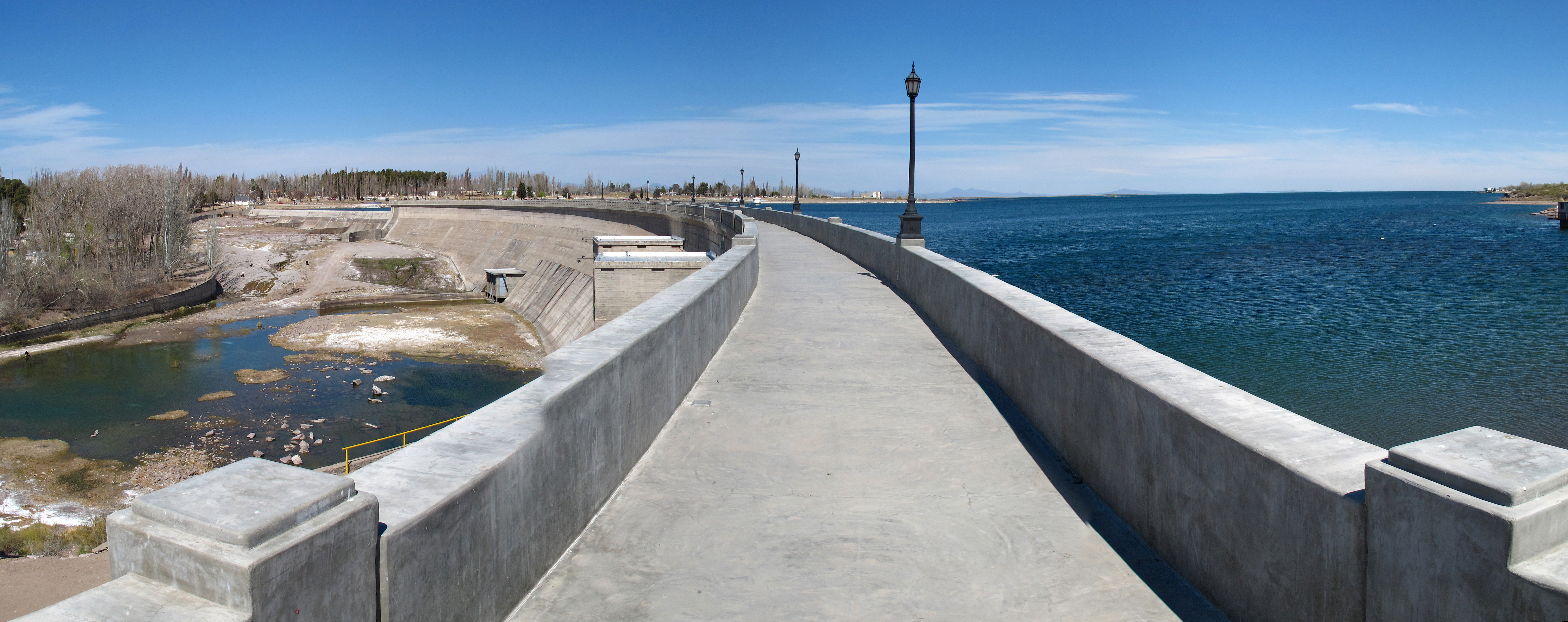
Barrage et lac d'El Nihuil sur le río Atuel.

Le climat de la province est extrêmement sec et aride, et de longues périodes de sécheresse peuvent se produire. Afin de rencontrer les besoins en eau toujours croissants de la population et de l'agriculture, plusieurs barrages importants ont été édifiés.
Les plus importants sont notamment : 
- Le barrage de Potrerillos sur le río Mendoza
- le barrage d'Agua del Toro sur le río Diamante
- le barrage d'El Carrizal sur le río Tunuyán.
- le barrage Valle Grande sur le río Atuel
- le barrage d'El Nihuil sur le río Atuel

## Climat

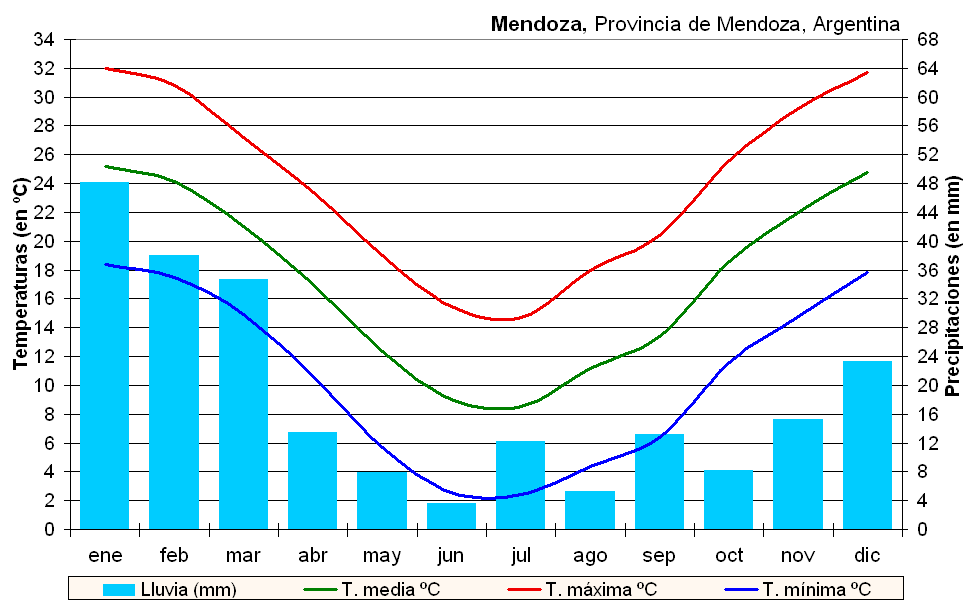
Climatogramme de Mendoza.

Dans les zones les plus basses de la province de Mendoza, le climat est continental semi-aride, avec des hivers très secs et des étés plus humides. À Mendoza, la capitale, à 750 mètres d'altitude, la température moyenne de janvier (été austral) est de 24 °C, avec 30 °C le jour et 18 °C la nuit, tandis que la température moyenne de juillet (hiver) est de 6 °C, avec 12 °C le jour et 0 °C la nuit. Les précipitations moyennes annuelles se montent à 190 millimètres et la température moyenne annuelle est de 16 °C.
Dans les montagnes et les piémonts se produisent des chutes de neige tous les hivers, tandis qu'au niveau des plaines, les précipitations se produisent bien souvent sous forme de grêle. Une étude réalisée en 1995 par des experts internationaux a conclu que la province de Mendoza est l'une des régions du monde les plus affectées par la grêle, avec une moyenne annuelle de 25 tempêtes entraînant des dégâts aux cultures allant de 4,30 à 29,55 pour cent. 

En 1984 on a créé la Dirección de Investigaciones de Lucha Antigranizo (Direction d'Investigations de Lutte Antigrêle), destinée à développer et implémenter des techniques pour prévenir la formation de la grêle ou minimiser ses effets, en employant par exemple le canon anti-grêle. D'après le journal La Nación, certains hommes politiques considèrent que le bilan de ces études fut positif, mais que l'on aurait pu avoir de meilleurs résultats avec un meilleur financement et plus de continuité.
L'orientation nord-sud de la cordillère des Andes ne constitue en rien une barrière contre des avancées profondes de l'air tropical vers le sud, ni de l'air polaire vers le nord.
La hauteur et la largeur de la cordillère condensent du côté chilien, à l'ouest de la chaîne, la plus grande partie de l'humidité provenant de l'océan Pacifique. La cordillère se comporte ainsi comme une barrière climatique responsable de la rareté de l'eau dans les parties basses orientales - les plus fertiles - de la province. Cette configuration favorise le développement d'un vent appelé Zonda, vent sec provenant du Pacifique, qui se réchauffe en descendant depuis les crêtes andines et pouvant dépasser les 120 km/h.
Il en résulte que dans les vastes plaines de la partie orientale de la province, une maîtrise de l'eau est indispensable aux établissements humains. L'agriculture et le développement des villes ne peut s'y faire que dans des oasis alimentées par l'eau des torrents coulant depuis les sommets des Andes. Ainsi, même dans les villes, on trouve des canalisations chargées d'irriguer les arbres qui bordent les avenues - ce qui du point de vue environnemental constitue un incroyable gâchis, l'eau ainsi gaspillée manquant cruellement en aval.
| Mois                     | jan. | fév. | mars | avril | mai  | juin | jui. | août | sep. | oct. | nov. | déc. | année |
| ------------------------ | ---- | ---- | ---- | ----- | ---- | ---- | ---- | ---- | ---- | ---- | ---- | ---- | ----- |
| Température moyenne (°C) | 25,1 | 23,6 | 20,4 | 16,1  | 11,6 | 7,8  | 7,7  | 10,2 | 13,4 | 18,1 | 21,7 | 24,4 | 16,7  |
| Précipitations (mm)      | 36,4 | 34,1 | 27,3 | 12,7  | 5,9  | 4,1  | 6,7  | 3,3  | 7,8  | 11,1 | 15,9 | 24,4 | 189,7 |

La ville de San Rafael située au sud de la province à 650 mètres d'altitude, bénéficie de précipitations un peu meilleures en été, tout comme dans la province de La Pampa voisine. Il s'agit de la mousson atlantique venue de l'est, certes affaiblie comme il se doit, étant donné l'éloignement vis-à-vis de l'océan. Les nuages ne rencontrant aucun obstacle depuis l'Atlantique déversent ce qu'il leur reste d'humidité sur la région, avant d'atteindre les Andes.
| Mois                     | jan. | fév. | mars | avril | mai | juin | jui. | août | sep. | oct. | nov. | déc. | année |
| ------------------------ | ---- | ---- | ---- | ----- | --- | ---- | ---- | ---- | ---- | ---- | ---- | ---- | ----- |
| Température moyenne (°C) | 23,3 | 22   | 18,7 | 14,8  | 11  | 7,7  | 7,3  | 9,3  | 12   | 16,2 | 19,5 | 22,3 | 15,3  |
| Précipitations (mm)      | 52   | 42,5 | 39,1 | 20,9  | 9   | 12,5 | 10,7 | 13,7 | 27,7 | 24,6 | 44   | 44,6 | 341,3 |

La ville de Malargüe est située à 1 416 mètres d'altitude, au sud-ouest de la province, au pied des Andes. Ses données climatiques sont tout à fait particulières. Sa région présente en effet un double pic de précipitations. Le premier en été (novembre-mars), lié à la mousson d'été venue de l'Atlantique et qui déverse ici ses dernières pluies avant de s'arrêter face aux Andes (comme dans la Pampa située plus à l'est). Le second sommet des précipitations se produit au contraire en hiver, tout comme dans la Patagonie voisine (province Neuquén), et est liée aux vents humides venus du Pacifique et qui déversent leur humidité sur la cordillère, et un peu plus à l'est jusque dans la région de Malargüe. Du point de vue des températures, la région est fraîche et les hivers parfois rigoureux, étant donné son altitude élevée.
| Mois                     | jan. | fév. | mars | avril | mai  | juin | jui. | août | sep. | oct. | nov. | déc. | année |
| ------------------------ | ---- | ---- | ---- | ----- | ---- | ---- | ---- | ---- | ---- | ---- | ---- | ---- | ----- |
| Température moyenne (°C) | 19,6 | 18,4 | 15,3 | 11,3  | 7,4  | 4,2  | 3,5  | 5,4  | 8,1  | 12,1 | 15,6 | 18,4 | 11,6  |
| Précipitations (mm)      | 24   | 29,5 | 24,5 | 14,5  | 21,1 | 35   | 36,9 | 16,1 | 21,1 | 19,4 | 22,1 | 26,6 | 290,8 |

## Division administrative
La province est divisée en 18 départements, qui à Mendoza (à la différence de la majorité des provinces argentines) équivalent à des municipalités.
| Département    | Superficie km² | Populat. 2001 | Populat. 2010 | Chef-lieu      | Carte des départements |
| -------------- | -------------- | ------------- | ------------- | -------------- | ---------------------- |
| General Alvear | 14 448         | 44 147        | 46 429        | General Alvear |                        |
| Godoy Cruz     | 75             | 182 977       | 191 903       | Godoy Cruz     |                        |
| Guaymallén     | 164            | 251 339       | 283 803       | Villa Nueva    |                        |
| Junín          | 263            | 35 045        | 37 859        | Junín          |                        |
| La Paz         | 7 105          | 9 560         | 10 012        | La Paz         |                        |
| Las Heras      | 8 955          | 182 962       | 203 666       | Las Heras      |                        |
| Lavalle        | 10 212         | 32 129        | 36 738        | Villa Tulumaya |                        |
| Luján de Cuyo  | 4 847          | 104 470       | 119 888       | Luján de Cuyo  |                        |
| Maipú          | 617            | 153 600       | 172 332       | Maipú          |                        |
| Malargüe       | 41 317         | 23 020        | 28 887        | Malargüe       |                        |
| Capitale       | 54             | 110 993       | 115 041       | Mendoza        |                        |
| Rivadavia      | 2 141          | 52 567        | 56 373        | Rivadavia      |                        |
| San Carlos     | 11 578         | 28 341        | 32 458        | San Carlos     |                        |
| San Martín     | 1 504 \|       | 108 448       | 118 220       | San Martín     |                        |
| San Rafael     | 31 235         | 173 571       | 188 018       | San Rafael     |                        |
| Santa Rosa     | 8 510          | 15 818        | 16 374        | Santa Rosa     |                        |
| Tunuyán        | 3 317          | 42 125        | 49 458        | Tunuyán        |                        |
| Tupungato      | 2 485          | 28 539        | 32 524        | Tupungato      |                        |
| Total province | 148 827        | 1 606 024     | 1 741 610     | Mendoza        |                        |

Voir : Liste des départements de la province de Mendoza

En vert, la région du Nouveau Cuyo

## Région du Nouveau Cuyo
Le 22 janvier 1988, les gouverneurs des provinces de La Rioja, Mendoza, San Juan et San Luis ont signé le Traité d'Intégration économique du Nuevo Cuyo.
Cet acte fait partie du processus de régionalisation en Argentine. Il est basé sur l'article 124 de la Constitution nationale.
Ce Traité d'Intégration économique du Nuevo Cuyo a donné naissance à une nouvelle région. Il a pour but de Fortifier l'intégration de la région en améliorant les moyens de communication et de transport, en promouvant l'offre de biens et de services régionaux, tant sur le plan national qu'international, et l'exécution d'entreprises productives et commerciales avec d'autres pays, spécialement les pays latino-américains.
L'organe de gouvernement de la région est constituée par l'Asamblea de Gobernadores (Assemblée des Gouverneurs), qui est l'instance de décision la plus élevée en ce qui concerne la fixation des règles pour l'intégration et la définition des politiques.
Il existe aussi un Comité Exécutif formé par les ministres de l'économie des provinces de San Juan et de Mendoza, et les ministres du Trésor et des travaux publics des provinces de La Rioja et de San Luis. Cet organe a pour mission de formuler les différentes propositions pour la prise de décision et l'exécution de ces décisions.

## Démographie
Depuis 1838, la population de la province a évolué comme suit :
|                     | 1838    | 1895      | 1914      | 1947       | 1960       | 1970       | 1980       | 1991       | 2001       | 2010       |
| ------------------- | ------- | --------- | --------- | ---------- | ---------- | ---------- | ---------- | ---------- | ---------- | ---------- |
| Province de Mendoza | 47 000  | 116 036   | 277 535   | 588 231    | 824 036    | 973 075    | 1 196 228  | 1 412 481  | 1 606 024  | 1 741 610  |
| Total Argentine     | 674 000 | 4 044 911 | 7 903 662 | 15 893 811 | 20 013 793 | 23 364 431 | 27 949 480 | 32 615 528 | 37 156 195 | 40 091 359 |

D'après l'INDEC (Institut argentin des statistiques et des recensements), en 2003, la population était estimée à 1 658 873 habitants. Toujours selon l'INDEC, elle se montait à 1 741 610 habitants en 2010 (résultats provisoires du recensement de 2010) .
La croissance démographique, nettement inférieure à la moyenne de l'Argentine durant le XIXe siècle, a été constante tout au long du XXe siècle et a presque toujours légèrement surperformé par rapport à l'ensemble du pays. En 1895, il y avait plus ou moins 116 036 habitants qui peuplaient la province, aussi vaste que le quart de la France. Les aborigènes non soumis (Indios Bravos) n'étaient pas inclus dans ce chiffre, mais ceux-ci étaient en nombre insignifiant dans cette province hispanisée depuis des siècles (À l'époque, leur nombre était estimé à seulement 30 000 pour toute l'Argentine, en grande partie dans les provinces du nord).
La natalité observée récemment dans la province (30 930 naissances en 2000, et 30 562 en 2004, soit un taux de 18,4 pour mille) laisse entrevoir, sauf imprévus économiques, une poursuite de la croissance démographique dans les prochaines décennies.
Les projections de population effectuées par l'INDEC (Institut argentin des Statistiques et des Cens) en 2001 prévoyaient une population se montant à 1 747 801 habitants en 2009 et 1 852 017 en 2015, soit un accroissement de plus de 17 000 personnes annuellement, ceci constituant une progression à un rythme de l'ordre de 1 % annuellement,. Ces projections de population se sont avérées et le niveau prévu pour 2015 serait même en fait dépassé.

### Évolution prévue jusque 2040
Les nouvelles estimations prévisionnelles de l'INDEC effectuées à la suite du recensement de 2010 et portant jusqu'en 2040, prévoient que le chiffre de la population de la province se montera alors à 2 328 963 habitants, soit une augmentation de quelque 34 % par rapport à 2010, en léger recul par rapport au rythme observé durant les décennies 1990-2000 et 2000-2010. La croissance démographique de la province est appelée à ralentir quelque peu à partir de la décennie 2030. La raison en est avant tout une baisse de la natalité et de l'immigration. Les ressources en eau de la province sont de plus limitées, ce qui devrait gêner son expansion agricole.
Cependant la province d'une grande beauté et qui attire déjà nombre de vacanciers et touristes venus du monde entier, devrait bénéficier d'une infrastructure touristique de plus en plus importante, créatrice de nombreux emplois.
Quant à la ville de Mendoza, admirablement située au pied des plus hauts sommets andins, elle s'affirme de plus en plus comme la métropole de l'ouest argentin.
Résumé de l'évolution du chiffre de la population, selon les prévisions de l'INDEC, concernant les prochaines décennies jusque 2040 : 
|                     | 2001       | 2010       | 2020       | 2030       | 2040       |
| ------------------- | ---------- | ---------- | ---------- | ---------- | ---------- |
| Province de Mendoza | 1 606 024  | 1 741 610  | 1 990 338  | 2 174 953  | 2 328 963  |
| Total Argentine     | 36 260 130 | 40 091 359 | 45 376 763 | 49 407 265 | 52 778 477 |

Près de 87 % de la population de la province est de confession catholique. Son territoire correspond à celui de l'archidiocèse de Mendoza.

## La flore
Dans le nord-est de la province, au niveau des lagunes de Guanacache, la flore est variée. On peut y voir l'algarrobo dulce (Prosopis flexuosa) et le chañar (Geoffroea decorticans). Parmi les arbustes, il faut remarquer l'alpataco (prosopis alpataco) et la zampa (atriplex lampa). La végétation des marais est représentée, entre autres, par le junco (Scirpus californicus), la chilca (Baccharis dracunculifolia la totora ou schoenoplectus californicus et la typha domingensis. Important aussi le junquillo (sporobolus rigens), utilisé en vannerie.
Dans la réserve naturelle appelée Divisadero Largo, située dans le piémont andin à l'ouest de la capitale, on trouve en outre les jarillas hembra (Larrea divaricata), macho (Larrea cuneifolia) et crespa (Larrea nitida), la retama (Bulnesia retama), le garabato negro (Acacia furcatispina), et la solanacée Lycium chilense, entre autres.
Dans la région de la Caverna de las Brujas, la flore est typique du milieu altoandin. On y rencontre le chacay (Chacaya ou Discaria trinervis), le colihuai ou duraznillo(Colliguaja integerrima), la cuerno de cabra (Adesmia obovata), l' Adesmia pinifolia, la jarilla (Larrea nitida), la melosa (Grindelia chiloensis), le molle blanco (Schinus odonelli), le montenegro (Bougainvillea spinosa), le pañil (Buddleja globosa), le patagüilla (Anarthrophyllum rigidum), le pichana (Psila spartioides), le tomillo (Acantholippia seriphioides) et la yerba negra ou neneo (Mulinum spinosum), entre autres.

## La faune
La province est une région intermédiaire entre celle de la Puna, celle de la Pampa et celle de Patagonie. On y trouve dès lors des espèces de ces trois régions.

### Les mammifères
Parmi les espèces autochtones, il faut citer le cui (Galea musteloides), le cui chico ou cobaye nain austral (Microcavia australis), le mara ou lièvre de Patagonie (Dolichotis patagonum), le cobaye halophile (Dolichotis salinicola), la viscache des plaines (Lagostomus maximus), le chinchillón ou viscache des montagnes (Lagidium viscacia), le ragondin ou coipo (Myocastor coypus), le petit grison (Galictis cuja), le hurón ou belette de Patagonie (Lyncodon patagonicus), le chiñe ou moufette de Gibson ou moufette des Andes (Conepatus chinga), le pichi ou tatou velu de Patagonie (Zaedyus pichiy), le grand tatou velu ou peludo (Chaetophractus villosus), le renard gris (Lycalopex griseus), le renard de Magellan (Pseudalopex culpaeus), le puma (Puma concolor), le jaguarondi (Puma yagouaroundi), le chat de Geoffroy 
(Oncifelis geoffroyi), le chat des Andes, le guanaco et plus rarement le cerf des pampas.

### Les oiseaux
L'Argentine possède une grande diversité d'oiseaux puisqu'on y relève 979 espèces de présence stable sur un total mondial de 10.400, c'est-à-dire près de 10 % de toutes les espèces de la planète (pour un territoire qui ne fait pas 2,5 % des terres émergées). Un autre chiffre donne au pays 1 090 espèces  en comptant des espèces sans colonies stables.
Dans la province de Mendoza, les oiseaux sont très abondants et les espèces très variées en raison de l'extrême diversité des biotopes. On y compte ainsi quelque 400 espèces différentes.

#### Avifaune des Andes
Dans la région des hautes cimes andines, le condor des Andes (Vultur gryphus) avec son envergure pouvant atteindre 3,20 mètres, constitue en soi une grande attraction pour les visiteurs. La région altoandine possède bien d'autres oiseaux de grand intérêt. Citons dans le massif de l'Aconcagua : le dormilon cendré (Muscisaxicola cinereus) qui fréquente les abords des cours d'eau de montagne, le phrygile à tête grise (Phrygilus gayi), le phrygile gris-de-plomb (Phrygilus unicolor), le thinocore de d'Orbigny (Thinocorus orbignyianus), qui a l'habitude de s'aplatir contre le sol et dont l'aspect rappelle celui d'une colombe, le chipiu à flancs roux (Poospiza hypochondria). Citons encore la colombe à ailes noires (palomita cordillerana - Metriopelia melanoptera), la mouette des Andes (Larus serranus) et dans la famille des Trochiidae un représentant qui fréquente les hauts sommets des Andes, le colibri à flancs blancs (Oreotrochilus leucopleurus). On peut aussi observer la géositte isabelle (Geositta isabellina), le dormilon à front noir (Muscisaxicola frontalis), ainsi que le dormilon à bec maculé (Muscisaxicola maculirostris).

Dans le haut bassin du río Diamante, on peut observer près de la lagune homonyme la colombe aymara (Metriopelia aymara), l'ouette des Andes (ou guayata - Chloephaga melanoptera), plusieurs espèces de poules d'eau du genre Fulica dont la foulque cornue (Fulica cornuta), le pluvier de la puna (ou chorlo de la puña - Charadrius alticola). On trouve aussi le canard huppé (Lophonetta specularioides), l'avocette andine (Recurvirostra andina), l'urubu à tête rouge (Cathartes aura) et l'urubu noir (Coragyps atratus) ainsi que le caracara montagnard (Phalcoboenus megalopterus), cela parmi bien d'autres espèces.

#### Avifaune des lagunes du sud
Dans les régions du sud de la province, proches de la Patagonie, les oiseaux abondent près des cours d'eau et des plans d'eau.
Dans le secteur de la Lagunilla Llancanelo, on a recensé pas moins de 164 espèces diverses. Certaines de ces espèces sont des espèces typiques de la Pampa, telles les espèces aquatiques des genres Anas, Coscoroba, Cygnus et Larus ou des oiseaux terrestres comme le tinamou élégant (Eudromia elegans) et le cacholote brun (Pseudoseisura lophotes).
La Patagonie a aussi fait un important apport à la faune locale, tel le cygne coscoroba (Coscoroba coscoroba) et le nandou de Darwin.
Dans ce même secteur, certaines espèces d'oiseaux proviennent de la faune andine. En hiver, le condor (Vultur gryphus) y apparait sporadiquement. Certaines espèces migrent depuis les Andes pour passer l'hiver, comme le cauquén (Chloephaga picta), qui dès le printemps repart pour la cordillère où on le retrouve le long des cours d'eau, ainsi que l'Attagis gayi. D'autres espèces sont sédentaire et ne quittent pas la région, comme la géositte mineuse (Geositta cunicularia) ,.
Toujours dans la zone de la Lagunilla Llancanelo, on peut aussi admirer des flamants, des pluviers (ou chorlos), et trois variétés de cygne: le cygne à cou blanc et le cygne à cou noir. Signalons la présence du flamant de James.
Parmi les nombreux oiseaux de ce plan d'eau, citons le tinamou élégant (Eudromia elegans), le tinamou de Darwin ou localement inambú petizo (Nothura darwinii), le grand grèbe (Podiceps major), le grèbe de Rolland ou macá común (Rollandia rolland), le grèbe aux belles joues (Podiceps occipitalis), le biguá (Phalacrocorax olivaceus), la héron cocoi (Ardea cocoi), l'aigrette neigeuse (Egretta thula), le héron garde-bœufs (Bubulcus ibis), le bihoreau gris ou héron bihoreau (Nycticorax nycticorax), la cigogne maguari (Ciconia maguari), l'ibis mandore ou ibis à cou blanc (Theristicus caudatus), l'ibis à face blanche (Plegadis chihi), le flamant du Chili (Phoenicopterus chilensis), le cygne coscoroba (Coscoroba coscoroba), le cygne à cou noir (Cygnus melancoryphus), l'ouette de Magellan (Chloephaga picta), le canard à lunettes (Anas specularis), le canard de Chiloé (Anas sibilatrix), le canard des Bahamas (Anas bahamensis), le canard à queue pointue (Anas georgica), la sarcelle tachetée (Anas flavirostris), le canard spatule (Anas platalea), l'Érismature ornée au beau bleu (Oxyura vittata), la sarcelle bariolée (Anas versicolor), la merganette des torrents (Merganetta armata). 
On note aussi la présence de plusieurs Passeriformes, notamment du tyranneau omnicolore (Tachuris rubrigastra), du tyran mélancolique (Tyrannus melancholicus), du tyran à longue queue (Tyrannus forficatus).

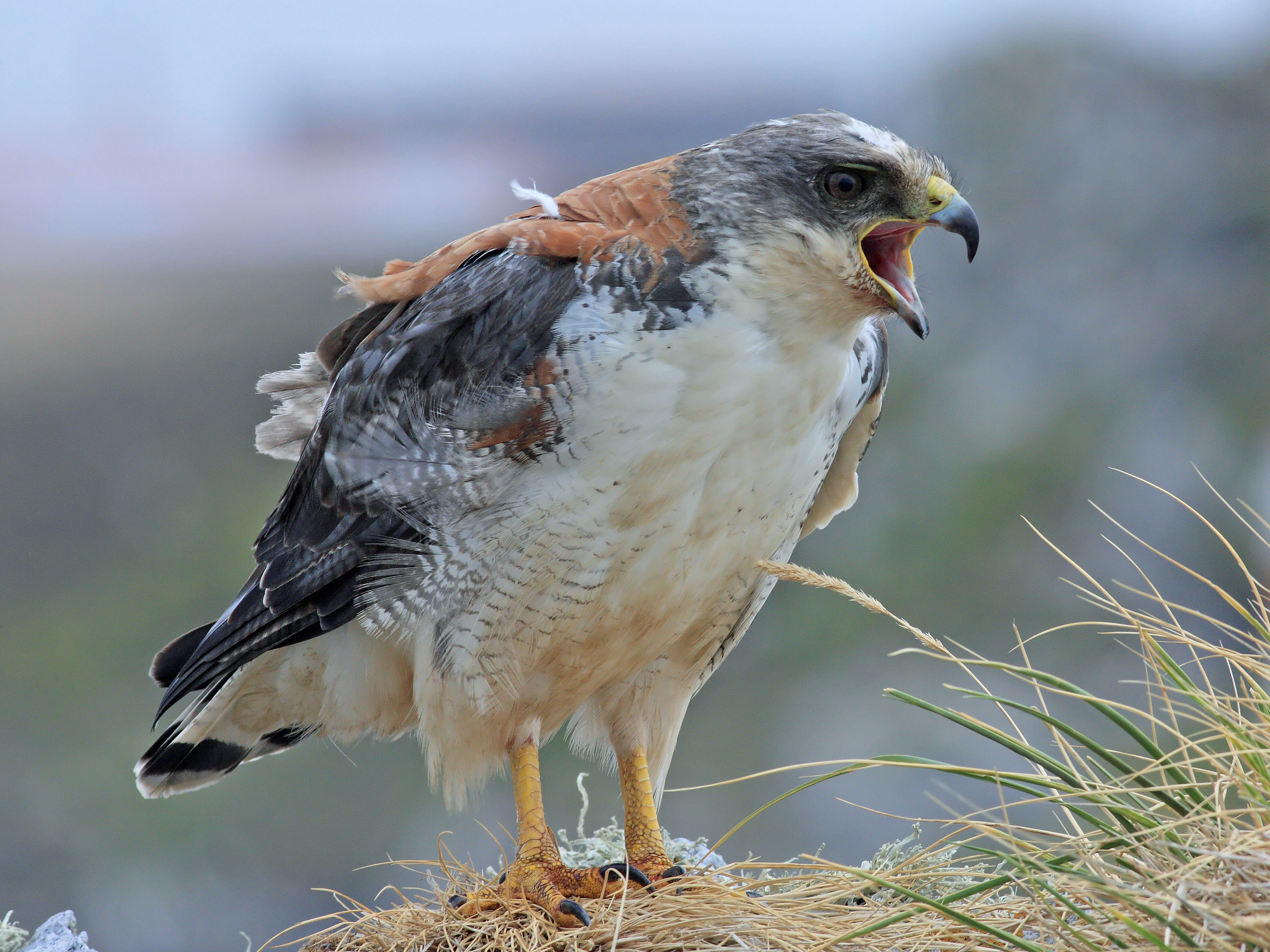
Buse tricolore ou Buteo polyosoma.

#### Lagunes de Guanacache
Au nord-est de la province, au niveau des lagunes de Guanacache, d'autres espèces d'oiseaux sont présentes.
Les coureurs sont représentés par le nandou d'Amérique (Rhea americana), le tinamou de Darwin (Nothura darwinii) et le tinamou élégant (Eudromia elegans). Les falconidés sont présents avec, - outre Coragyps atratus et Cathartes aura -, la buse tricolore (Buteo polyosoma), le busard bariolé (Circus cinereus), plusieurs espèces du genre Falco et le petit faucon gris (Spiziapteryx circumcincta), entre autres. 

On trouve aussi certains représentants de la faune du Chaco comme le cariama de Burmeister (Chunga burmeisteri), trois espèces du genre Columba, la tourterelle oreillarde (Zenaida auriculata) et la colombe picui (Columbina picui). Parmi les psittacidés, on peut observer la conure de Patagonie (Cyanoliseus patagonus), la conure veuve (Myopsitta monachus) et, durant l'hiver, le joli toui aymara (Psilopsiagon ou Bolborhynchus aymara). 

Parmi les oiseaux liés au biome de la Pampa, citons l'engoulevent nacunda (Chordeiles nacunda, le fournier roux Furnarius rufus - oiseau national d'Argentine -, le cacholote brun Pseudoseisura lophotes, le pic vert et noir (Colaptes (melanochloros) melanolaimus), le pic varié (Picoides mixtus), le pic des cactus (Melanerpes cactorum) ainsi que le grimpar à bec étroit (Lepidocolaptes angustirostris) et le grimpar porte-sabre (Drymornis bridgesii).

Les passereaux sont nombreux et divers. Parmi les plus représentatifs, il faut citer les gallitos del monte : le tourco huppé (Rhinocrypta lanceolata) et Teledromas fuscus.
Toujours au nord-est de la province, mais dans un autre biotope, sec et sableux, au niveau des Bosques Telteca, on peut observer parmi les rapaces le  caracara chimango (Milvago chimango), le fauconnet à ailes tachetées (Spiziapteryx circumcincta), la crécerelle d'Amérique (Falco sparverius), le carancho (Caracara plancus), le faucon aplomado (Falco femoralis), le faucon pèlerin (Falco peregrinus), le busard bariolé (Circus cinereus) et la buse tricolore (Geranoaetus polyosoma). On a observé la buse couronnée, espèce très menacée (Harpyhaliaetus coronatus).

On y trouve des dizaines d'espèces de Passeriformes. Parmi eux : le moucherolle vermillon (Pyrocephalus rubinus), le synallaxe vannier (Asthenes pyrrholeuca), le synallaxe à bec court (Asthenes baeri), le synallaxe des rocailles (Asthenes modesta), le synallaxe de d'Orbigny (Asthenes dorbignyi) et le synallaxe marron (Pseudasthenes steinbachi), le commandeur huppé (Gubernatrix cristata), le paroare huppé (Paroaria coronata), le piranga orangé (Piranga flava), le tangara fourchu (Thraupis bonariensis), le phrygile à tête grise (Phrygilus gayi), le yal noir (Phrygilus fruticeti) et le yal carbonero (Phrygilus carbonarius),.

### Reptiles
Parmi les reptiles vivant dans la province, on remarque le tégu rouge (tupinambis rufescens), le crotale cascabelle (crotalus durissus terrificus) - sous-espèce locale - du dangereux reptile, la yarará ñata (bothrops ammodytoides), la yarará chica (bothrops diporus) également le boa de las vizcacheras ou lampalagua (boa constrictor occidentalis) et le lézard cola de piche (Phymaturus antofagastensis). Comme autres reptiles, il faut citer la yarará grande ou víbora de la cruz (Bothrops alternatus), le tégu rouge (Salvator rufescens), la culebra ratonera (Philodryas trilineata), le Xenodon semicinctus et la tortue d'Argentine (Chelonoidis chilensis).

### Amphibiens
Parmi les amphibiens de la province, il faut citer les grenouilles Leptodactylus latrans et Leptodactylus bufonius, ainsi que le crapaud Rhinella arenarum. On note aussi la présence notamment du petit crapaud appelé localement Sapito de cuatro ojos (Pleurodema thaul).

## Aires naturelles protégées
La province compte pas moins de 16 réserves naturelles administrées par la Dirección de Recursos Naturales Renovables de Mendoza. Leur superficie totale équivaut à quelque 12 % de la superficie provinciale.

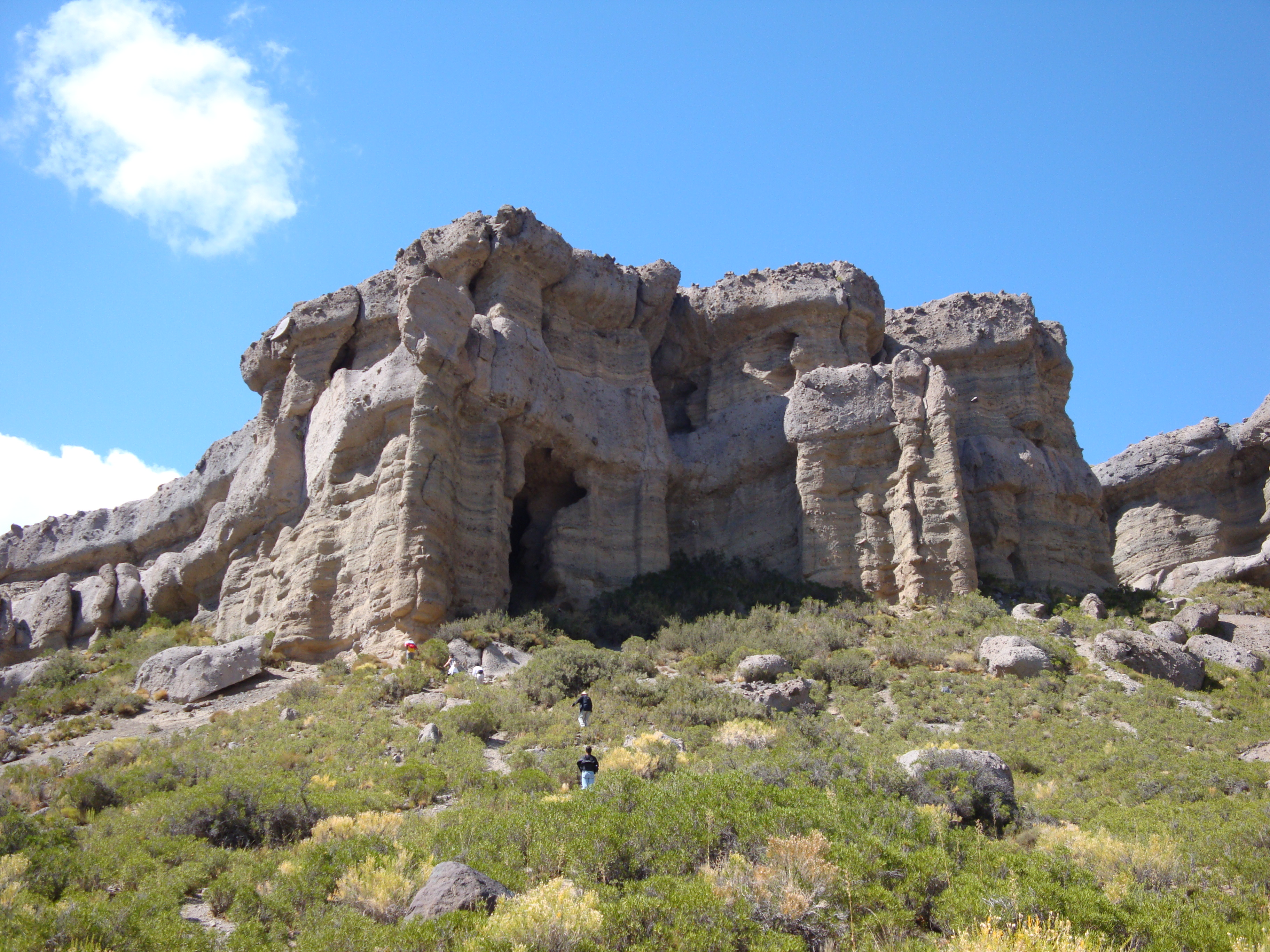
Formation naturelle appelée Castillos de Pincheira située 27 km à l'ouest de Malargüe.

- Parc provincial de l'Aconcagua (département de Las Heras)
- Réserve Laguna del Diamante (département de San Carlos)
- Réserve naturelle Bosques Telteca  (département de Lavalle)
- Réserve provinciale de la Lagunilla Llancanelo (département de Malargüe)
- Réserve provinciale La Payunia (département de Malargüe)
- Reserva natural Caverna de las Brujas (département de Malargüe)
- Reserva natural y cultural Manzano Histórico (département de Tunuyán)
- Reserva natural Castillos de Pincheira (département de Malargüe)
- Reserva natural Las Salinas (département de San Rafael)
- Reserva de biosfera de Ñacuñán (département de Santa Rosa)
- Parque provincial Tupungato (départements de Tupungato, et de Luján de Cuyo)
- Reserva natural Divisadero Largo (département de Las Heras)
- Monumento natural Puente del Inca (département de Las Heras)
- Parque provincial Cordón del Plata[21] (départements de Luján de Cuyo et de Tupungato)
- Área natural protegida Manzano – Portillo de Piuquenes[22] (départements de Tunuyán, San Carlos, et Tupungato)
- Reserva privada Villavicencio (département de Las Heras)

## Économie

### Agriculture

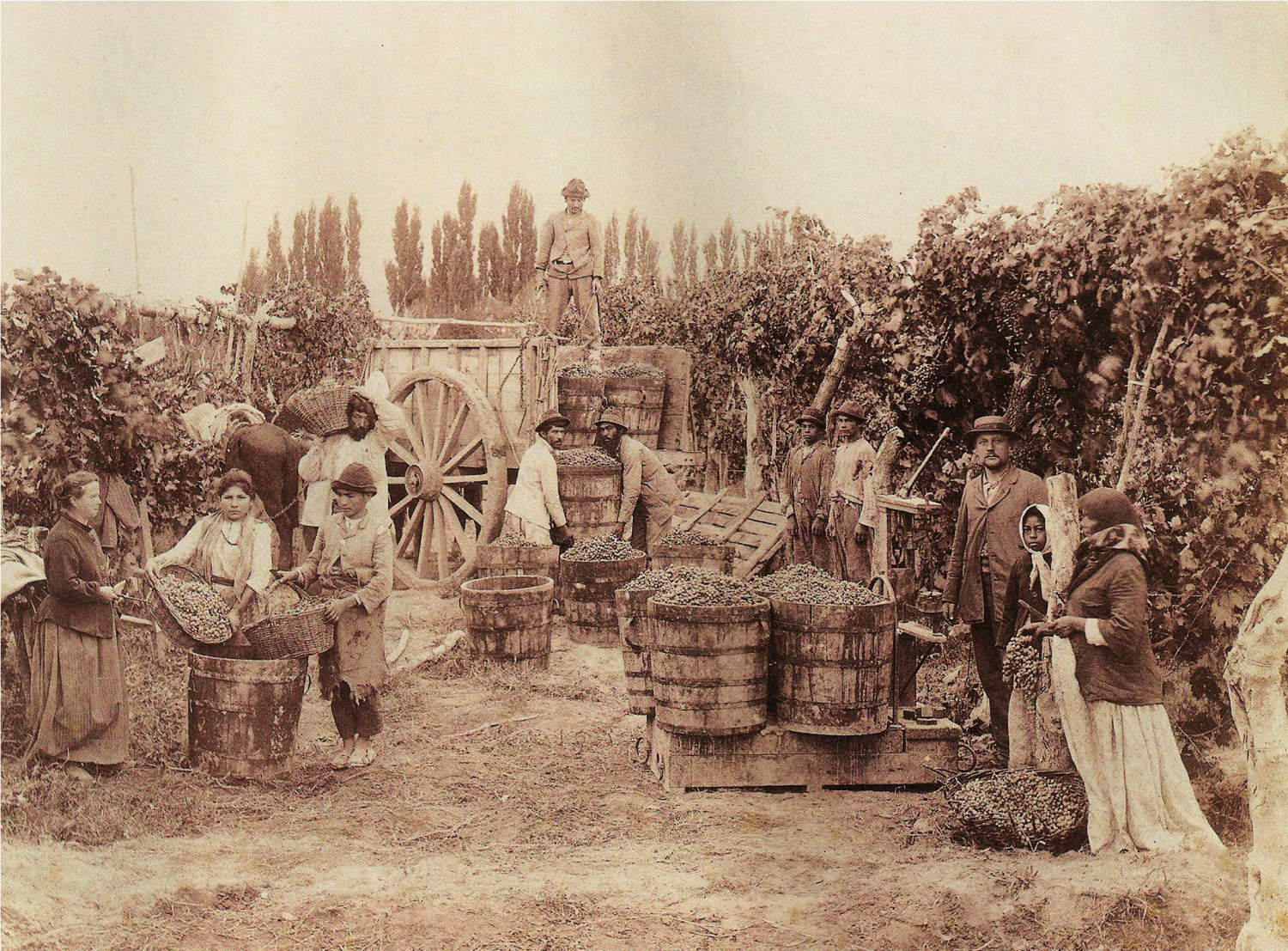
Pesage des raisins après les vendanges, aux environs de 1890

Le secteur primaire fondé sur l'irrigation a une forte tradition dans cette province. Les productions principales de la province sont les vignes, les légumes, les fourrages et les fruits.
La principale activité est la viticulture. La province est le plus important centre argentin de production de vins. Selon l'Instituto Nacional de Vitivinicultura, la vigne à Mendoza constitue 68,4 % du total de la région centre-ouest du pays, laquelle représente 94,13 % du total de la production nationale de raisin.
La moitié des exploitations agrícoles mendocines correspondent à cette activité. Mendoza développe depuis 1598 cette culture, qui prit toute son ampleur après l'arrivée du chemin de fer en 1885. En 1887 la province avait 2 000 hectares de vignobles. Comme les villes de Florence, Bordeaux, Bilbao-Rioja, Porto, Melbourne et Mayence-Hesse-rhénane, Mendoza a été sélectionnée récemment par la GWC (Great Wine Capitals Global Network, une association entre  régions vitivinicoles ) comme une des principales régions mondiales en matière de production de vins.
Malgré ce succès, Mendoza débuta aussi la culture des olives. Avec le temps cette production a diminué en importance, à cause des caractérístiques biologiques négatives de cette culture (notamment le temps d'attente de 8 ans nécessaires pour que les arbustes atteignent leur maturité) et les problèmes écologiques des lieux qui affectèrent la production. Cependant, malgré la baisse de la production, la province reste leader en Argentine pour la production d'olives, avec 52 % du total national.
Au début du XXe siècle, on commença à introduire des cultures horticoles, pour éviter la 
monoculture de la vigne. Les principales zones horticoles sont les oasis méridionales, le bassin moyen du río Tunuyán et les alentours de la capitale. La principale production horticole de la province de Mendoza est la tomate (variétés San Marzano et Roma), suivie par la pomme de terre et par l'oignon.
En ce qui concerne la fruticulture, Mendoza est la première région productrice argentine de cerises, de griottes, d'abricots, de prunes, de coings et de noix, et la seconde pour les pêches, les pommes et les poires.

### Mines
Les mines d'argent de Paramillos de Uspallata, exploitées de façon discontinue du milieu du XVIIe au début du XXe siècle, ont été une des principales richesses de la province.
On extrait actuellement du sous-sol mendocin du pétrole qui constitue 14 % des réserves  nationales. Il y a également du gaz naturel, économiquement fort rentable, de la chaux et de l'uranium.

### Industries
On y transforme surtout les matières premières. Il y a une grande quantité de caves à vin, de conserveries, des raffineries de pétrole, des cimenteries, etc. La plus grosse entreprise de la région est IMPSA (Industria Metalurgica Pescarmona SA). IMPSA travaille dans le monde entier et produit principalement des équipements pour barrages hydroélectriques (turbines, générateurs et systèmes électroniques), des grues de ports pour le déchargement des cargos, des réservoirs d'hydrocarbures et depuis peu des éoliennes.

## Éducation
L'Université nationale de Cuyo (Universidad Nacional de Cuyo, UNCuyo) est le plus grand centre d'enseignement supérieur de la province.
Elle fut créée le 21 mars 1939. En 2005, l'université comprenait 12 unités scolaires dans la ville de Mendoza ainsi qu’une délégation à San Rafael, en plus de l'Institut Balseiro qui est situé à San Carlos de Bariloche (province de Río Negro). Elle inclut également l'institut technologique universitaire qui propose une instruction de type technique dans 4 villes de la province de Mendoza.

## Tourisme
Ce poste s'est transformé depuis les années 1990 en une des plus grosses sources de revenus de la province. Les attractions internationales les plus importantes sont l'Aconcagua et le centre de ski de Las Leñas. De plus il y a une grande quantité de circuits touristiques qui ont une attractivité nationale et régionale.
La province de Mendoza a de nombreux attraits. Dans la région sud de la province nous trouvons  San Rafael et ses lacs entourés de montagnes, Malargüe avec la caverne de Las Brujas et la vallée de Las Leñas.
Dans le nord se trouve la ville de Mendoza avec son très beau parc General San Martín, qui contient notamment l'imposant Monument à l'Armée des Andes. Ce parc fut créé fin du XIXe siècle pour assainir la ville. Pour les amateurs, il y a dans la périphérie de la ville un grand nombre de discothèques, et ce pour tous les âges et tous les goûts.
La province constitue une grande option touristique tant pour les habitants du pays que pour les citoyens étrangers, ceci grâce à la somptuosité et à la grandeur de ses paysages de montagne. Il y a de plus un grand nombre de possibilités de se loger, depuis les logements étudiants jusqu'aux palaces 5 étoiles avec casino, en passant par les hôtels, les résidences et autres logements de tous types et de tous conforts.
Si bien que la région est préférée comme destination touristique par un nombre croissant de personnes de diverses origines dans le monde. La destination la plus renommée est le Cerro Aconcagua, où l'on pratique l'alpinisme andin (andinisme), et en plus le rafting, et toutes sortes de sports de montagne. Il y a aussi de nombreux campings pour bénéficier de vacances peu coûteuses à l'air pur.
Mendoza centre-ville est devenu un symbole de renaissance culturelle, marqué par des centres culturels publics tels que "Nave Cultural", "Area Fundacional" ou "Estación Cultural ciudad". On y retrouve des quartiers de plus en plus gentrifiés.

### Les fêtes
Au début du mois de mars, chaque année se déroule la fête nationale des vendanges (la vendimia) où l'on procède à l'élection de la Reine Nationale, qui se termine par d'éblouissants feux d'artifice. Au mois de février, il y a dans chaque département de la province l'élection des candidates départementales au titre de « Reina Nacional ». Tout ceci avec d'importants spectacles et festivités à chaque occasion.
De plus, un peu partout se déroulent annuellement diverses fêtes folkloriques comprenant des récitals d'interprètes musicaux connus, des repas typiques et la vente de divers produits régionaux. On peut citer :
- la Fiesta Provincial del Turismo (fête provinciale du tourisme) à San Rafael au mois d'octobre ;
- la Fiesta Nacional de la Tonada (fête nationale de la chanson) à Tunuyán ;
- dans la localité de General Alvear a lieu la Fiesta Nacional de la Ganadería de Zonas Áridas (fête nationale de l'élevage en zones arides), un coup d'œil sur le mode de vie des gauchos de la région.

### Principales destinations touristiques
Destinations et distances depuis la ville de Mendoza :
- Parc provincial de l'Aconcagua et pic Aconcagua (Département de Las Heras) < 200 km >
- La réserve provinciale La Payunia avec ses quelque 800 cônes volcaniques dont le Payún Matrú. Le site a été proposé en 2011 pour une inscription au patrimoine mondial et figure sur la « liste indicative » de l’UNESCO dans la catégorie patrimoine naturel[25].
- La réserve provinciale de la Lagunilla Llancanelo (paradis des oiseaux) < 350 km >
- Réserve Laguna del Diamante avec le Maipo (San Carlos) <200 km
- Réserve naturelle Bosques Telteca, dans le nord-est de la province, avec sa très riche avifaune.
- Les Bañados du río Atuel, petit paradis perdu dans les marécages du río Atuel.
- Les Lagunes de Guanacache
- La Lagune Negra
- Cañon du Río Atuel (Département de San Rafael) <300 km>
- Valle de Uco, territoire situé au nord du río Tunuyán (départements de Tunuyán, Tupungato et San Carlos. Elle est entourée par les hauts sommets andins. C'est une zone très fertile avec pluies peu abondantes. Destination de choix pour le tourisme d'aventure, culturel, rural, aussi pour les routes du vin.
- Cerro Nevado (Département de San Rafael) < 410 km >
- Camino al Cristo Redentor (Route nationale A006 ou Chemin du Christ Rédempteur) (Département de Luján de Cuyo) < 210 km >
- Pont de l'Inca (Département de Las Heras) < 196 km >
- Centre hivernal Los Penitentes (Département de Las Heras) < 189 km >
- Centre hivernal Vallecitos (Département de Luján de Cuyo) < 80 km >
- Las Leñas (Département de Malargüe) < 421 km >
- Parque Provincial Volcán Tupungato et le Volcan Tupungato
- Volcan Planchón-Peteroa (Département de Malargüe)
- Volcan San José
- Barrage et lac de Los Reyunos (Département de San Rafael) < 255 km >
- Barrage et lac d'El Nihuil (Département de San Rafael) < 305 km >
- El Sosneado (Département de San Rafael) < 350 km >
- Barrage et lac d'Agua del Toro et le volcan Diamante (Département de San Rafael) à 84 km à l'ouest de San Rafael.
- Valle Grande (Département de San Rafael) < 267 km >
- General Alvear (Département de General Alvear) < 320 km >
- Uspallata propose un grand circuit dans les Andes qui, par la route provinciale no 52, unit la ville à Mendoza, comportant nombre de lieux historiques et de superbes panoramas etc. (voir l'ancien Gran Hotel Villavicencio, parcourir le chemin d'ascension aux "365 courbes").